# Хорватські оборонні сили

Прапор ХОС

Хорватські оборонні сили (ХОС) (хорв. Hrvatske obrambene snage (HOS)) — військове крило Хорватської партії права, що існувало з 1991 по 1993 на першому етапі громадянської війни в Югославії.

## Історія

### Війна в Хорватії
Після повернення багатопартійної системи в Югославії в 1990 р. було відтворено Хорватську партію права. 25 червня 1991 року в Загребі було створено воєнізоване крило партії під назвою Хорватські оборонні сили (хорв. Hrvatske obrambene snage). В цей же час Хорватська демократична співдружність заснувала іншу паравійськову організацію — Хорватська національна гвардія (хорв. Zbor narodne garde). Ці дві організації зазвичай діяли узгоджено.
Після початку військових дій у Хорватії підрозділи ХОС брали участь у перших боях з ЮНА. Вперше бійці ХОС взяли участь у обороні Вуковара у вересні 1991, брали участь у боях за Дубровник. Після початку широкомасштабних бойових дій у Хорватії розмір ХОС виріс до кількох батальйонів. Одним із творців і першим командиром ХОС був активний член Хорватської партії права Анте Параджик, який загинув у результаті нещасного випадку у вересні 1991 року. Після того, як у листопаді 1991 року в Хорватії було оголошено загальну мобілізацію, члени ХОС офіційно вступили в хорватську армію. З січня 1992 діяльність ХОС на території Хорватії остаточно припиняється.

### Війна в Боснії і Герцеговині
В Боснії та Герцеговині підрозділи ХОС складалися з місцевих хорватів, боснійців та іноземних найманців. На чолі ХОС у Боснії стояв Блаж Кралєвич. На початковому етапі війни підрозділи ХОС брали участь в обороні Столаця, перейшли в наступ в східній Боснії і захопили частину муніципалітетів Требинє та Білеча. Після цього більшість сербського населення втекло з цих місць, що йшло врозріз з Грацькою угодою Хорватії та Сербії про поділ Боснії.
У Боснії та Герцеговині було створено дві військові організації хорватів — Хорватські оборонні сили (ХОС) та Хорватська рада оборони (ХРО) (хорв. Hrvatsko vijeće obrane, HVO). При цьому лідери цих організацій не були єдині у поглядах. Керівництво ХОС було проти поділу Боснії і Герцеговини та приєднання хорватських земель Боснії до Хорватії. Лідери ХРО навпаки вважали, що Хорватії необхідно «анексувати» території Боснії, де більшість населення становлять хорвати. ХОС виступав за можливість союзу з боснійцями проти сербів. Блаж Кралєвич навіть устиг отримати пропозицію від Алії Ізетбеговича увійти в Генеральний штаб Армії Республіки Боснія і Герцеговина.
Ці розбіжності стали причиною серйозного конфлікту між ХРО і ХОС. 9 серпня 1992 Блаж Кралєвич і 8 бійців ХОС були вбиті солдатами ХРО на дорозі в районі села Крушево південніше Мостара.. Незабаром після цього ХОС було розпущено, а їхні бійці увійшли до складу підрозділів Хорватської ради оборони і боснійської армії. Останній підрозділ ХОС було розпущено 5 квітня 1993 року в центральній Боснії.

## Символіка

Емблема 9-го батальйону «Хорватських оборонних сил» із логотипом «Za dom spremni!»

Батальйон був названий на честь відомого командира «Чорного легіону» усташів Рафаеля Бобана часів Другої світової війни.
Основним кольором організації (уніформа, прапор) був чорний. 
Офіційним девізом ХОС був девіз руху усташів часів Незалежної держави Хорватія: «За домівку — готові!» (хорв. Za dom spremni!).

## Підрозділи
- 1-й батальйон ім. Івана Брдара (1. Bojna Ivan Vitez Brdar) — Ливно
- 2-й батальйон ім. Стояна Вуйновича (2. Bojna Stojan Vujnović Srbin) — Домалєваць-Шамаць
- 4-й батальйон (4. Bojna)
- 6-й батальйон ім. Мар'яна Баотича (6. Bojna Marijan Baotić) — Вінковці
- 9-й батальйон ім. Рафаеля Бобана (9. Bojna Rafael vitez Boban) — Спліт
- 13-й батальйон ім. Юре Францетича (13. Bojna Jure vitez Francetić) — Томиславград
- 19-й батальйон ім. Юре Францетича (19. Bojna Jure vitez Francetić) — Госпич
- 101-й батальйон «на Дрині» (101. Bojna Do Drine) — Сараєво
- Мостарський батальйон (Mostarska bojna) — Мостар
- Чаплінський батальйон (Čapljinska bojna) — Чаплина
- 1-ша сотня ім. Анте Параджика (1. Satnija Ante Paradžik) — Ясеноваць
- Вуковарська сотня (Vukovarska satnija) — Вуковар
- Витязі (Vitezovi) — Вітез
- Чорні вовки (Crni Vukovi) — Калес
- Помічені (Žigosani) — Новий Травник
- Сотня мисливців (Satnija Lovci) — Любушки
- Окрема охоронна сотня (Samostalna satnija osiguranja) — Загреб
- Любуська сотня (Ljubuška satnija) — Любушки
- Зеницька сотня (Zenička satnija) — Зениця
- Тузланська сотня (Tuzlanska satnija) — Тузла